# Luisterrijke Vrouwen Schaatsen Rijdpartij

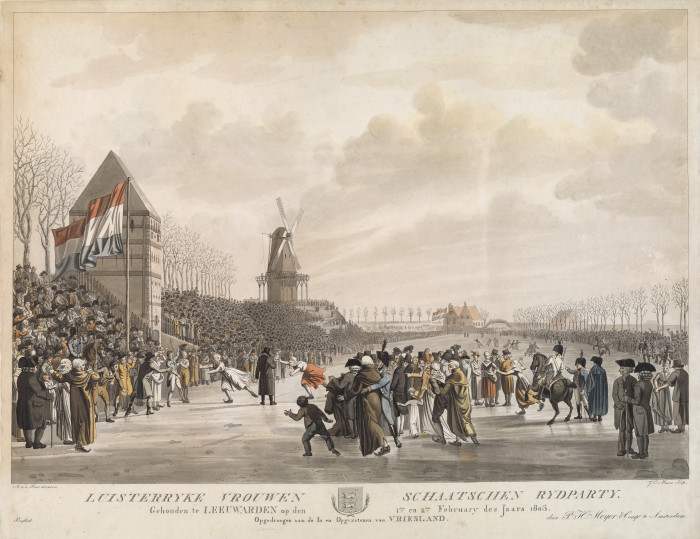
De gravure

De Luisterrijke Vrouwen Schaatschen Rijdparty is een gravure van Jacob Ernst Marcus naar Aldert Jacobs van der Poort. Hij geeft een beeld van de op 1 en 2 februari 1805 op de stadsgracht van Leeuwarden gehouden allereerste wedstrijd kortebaanschaatsen voor vrouwen.
De wedstrijd werd als een afvalrace gereden: telkens moesten twee schaatsers het tegen elkaar opnemen op een baan van zo’n 140 meter. De wedstrijd duurde twee dagen, veel deelneemsters schaatsten ’s avonds naar huis om zich de volgende ochtend weer te melden voor het vervolg van de race. Meer dan 10.000 toeschouwers bezochten de wedstrijd. Van de 130 deelneemsters wisten Janke Wybes en Trijntje Pieters Westra zich te plaatsen voor de finale. Trijntje was uiteindelijk de snelste en won een gouden oorijzer ter waarde van 105 gulden. Janke ging met een kralenketting van gitten en een gouden slotje ter waarde van 31 gulden naar huis.